# Les Jardins statuaires
Les Jardins statuaires est un roman français de Jacques Abeille paru en 1982. C'est le premier livre du Cycle des Contrées.

## Résumé
Un voyageur anonyme entre dans une contrée mystérieuse où l’on cultive les statues dans des domaines clos. Après l’émerveillement des premiers temps, passés à explorer un pays d’apparence idyllique, il en découvre peu à peu les failles et les aspects troubles, entre autres la condition des femmes, certaines inégalités sociales. S’aventurant aux limites de ce territoire, il rencontre les barbares qui en menacent les frontières.

## Contenu
Au départ de l'ouvrage, il y a, selon l'auteur, « une réhabilitation de l’inspiration par rapport au travail ».

## Histoire éditoriale
Le manuscrit fut envoyé à Julien Gracq qui, émerveillé par « son écriture de plasticien », en fit part à son éditeur, José Corti et lui envoya, par courrier, le texte, qui ne fut jamais reçu. Jacques Abeille soutient que Julien Gracq le recommanda sans le lire car il ne lisait pas de manuscrits.
Le roman a paru d'abord chez Flammarion en 1982, puis chez Joëlle Losfeld en 2004. Il a ensuite été réédité en 2010 aux Éditions Attila et 2016 aux éditions Le Tripode. C'est cette réédition en 2010 qui permet au livre de bénéficier d'« une véritable renaissance littéraire ».

## Édition limitée
Une édition spéciale, tirée à 1500 exemplaires, a été publiée en 2012 aux Éditions Attila. Ce volume porte comme seule mention le titre, Les jardins statuaires. Il n’est fait aucune mention de l’auteur, de l’éditeur ou de l’année de parution, sinon sur une étiquette amovible apposée sur la quatrième de couverture. À la fin de l'ouvrage, de nombreuses pages vierges sont laissées à l’usage du lecteur.